# Tanganella muelleri
Tanganella muelleri är en mossdjursart som beskrevs av Kraepelin 1887. Tanganella muelleri ingår i släktet Tanganella och familjen Victorellidae. Inga underarter finns listade i Catalogue of Life.